# دونکومبورا
دونکومبورا (به لاتین: Dunkumbura) یک منطقهٔ مسکونی در سری‌لانکا است که در استان مرکزی (سری‌لانکا) واقع شده‌است.